# フリードリヒ・ヴィルヘルム3世 (ザクセン＝アルテンブルク公)
フリードリヒ・ヴィルヘルム3世（ドイツ語：Friedrich Wilhelm III., 1657年7月12日 - 1672年4月14日）は、ザクセン＝アルテンブルク公（在位：1669年 - 1672年）。フリードリヒ・ヴィルヘルム3世の死により、この家系のザクセン＝アルテンブルク家は断絶した。

## 生涯
フリードリヒ・ヴィルヘルム3世は、ザクセン＝アルテンブルク公フリードリヒ・ヴィルヘルム2世とその2番目の妃マグダレーナ・ジビュレ・フォン・ザクセンの息子である。1669年の父の死後にザクセン＝アルテンブルク公位を継承したが、母方の伯父であるザクセン選帝侯ヨハン・ゲオルク2世およびザクセン＝ツァイツ公モーリッツが後見人として公領の統治を行った。1672年、ドレスデンから帰還してまもなく、わずか14歳で天然痘により死去した。7月17日にアルテンブルク城内教会の父の墓所に埋葬された。フリードリヒ・ヴィルヘルム3世の死により、1603年に始まるザクセン＝アルテンブルク家は断絶した。
最年長の男系親族が継承すべきという父の遺言に従い、ザクセン＝ゴータ公エルンスト1世がアルテンブルク公領を単独で継承した。しかし、エルンスト1世は－誠意と自らの意志により－領土の約4分の1にあたる領地や権利をザクセン＝ヴァイマル家に譲ることで、同じく継承権を保持するザクセン＝ヴァイマル家を納得させた。